# سه کیسه پر: یک فیلم کارآگاه گوسفندی
سه کیسه پر: یک فیلم کارآگاه گوسفندی (انگلیسی: Three Bags Full: A Sheep Detective Movie) یک فیلم معمایی کمدی دلهره‌آور به کارگردانی کایل بالدا و نویسندگی کریگ مازن است. در این فیلم هیو جکمن، اما تامپسون، نیکولاس براون، نیکلاس گالیتزین، مالی گوردن، هانگ چائو و توسین کول ایفای نقش می‌کنند.
سه کیسه پر: یک فیلم کارآگاه گوسفندی در ۲۰ فوریه ۲۰۲۶ منتشر خواهد شد.

## بازیگران
- هیو جکمن در نقش جورج هاردی
- اما تامپسون
- نیکولاس براون در نقش تیم دری
- نیکلاس گالیتزین
- مالی گوردن
- هانگ چائو
- توسین کول
- کنلت هیل

## تولید
در مارس ۲۰۲۴، گزارش شد این فیلم در حال توسعه است و بازیگران اصلی آن هیو جکمن و اما تامپسون هستند. در ژوئن، نیکولاس براون، نیکلاس گالیتزین، مالی گوردن، هانگ چائو، توسین کول، کنلت هیل به عنوان گروه بازیگران اعلام شدند. کایل بالدا کارگردان فیلم است و کریگ مازن نویسندگی این فیلم را بر عهده دارد.

### فیلم‌برداری
تصویربرداری اصلی در ۷ ژوئن ۲۰۲۴ آغاز شد.

## انتشار
سه کیسه پر: یک فیلم کارآگاه گوسفندی در ۲۰ فوریه ۲۰۲۶ در ایالات متحده منتشر خواهد شد.